# Духовая (приток Березины)
Духовая — река в Хиславичском районе Смоленской области, правый приток Березины (приток Сожа). Длина 22 километров. Площадь водосбора 107 км².
В настоящее время истоком реки считается ручей, начинающийся где-то между деревнями Хохловка Хиславичского района и Дмитриевка Починковского района Смоленской области. Он течёт на юго-запад через Хохловку и далее к деревне Духовщинка.Здесь находится место, где сливаются три ручья: вышеописанный ручей с севера, другой с востока и третий с запада. На разных картах эти ручьи называются по-разному и разные из них считаются истоком речки. Тот, который с севера, считается на современных картах истоком реки и соответственно называется Духовая, но на старых картах носит также названия Хохловка и Ольховка. Иногда истоком реки считается восточный ручей. Он имеет названия Духовая, Березинка, Малая Березина. Западный ручей носит название Смородинка. Сама речка после слияния этих ручьёв почти всегда носит название Духовая. Хотя на Плане генерального межевания Смоленской губернии 1780—1790 года названа Малая Березня.
Ниже по реке находится деревня Миловка, дальше Новая Рудня, возле которой слева впадает ручей Духовка. В нескольких километрах ниже Новой Рудни в Духовую справа впадает ручей Проня или Бественка. Ещё ниже находятся деревни Боровка и Калиновка.
На реке находятся несколько прудов.